# Станислав Костанецки
Станѝслав Костанѐцки (на полски: Stanisław Kostanecki) е полски химик, професор в Бернския и Хумболтовия университет, член на Академията на знанията, Императорската академия на науките и Германското химическо дружество, член и председател на Швейцарското химическо дружество, брат на учените Антони Костанецки и Кажимеж Костанецки.
Провежда изследвания върху строежа и синтеза на растителните оцветители. Автор на теории за багрите на органичните съединения и оцветяването на билките.